# Coeriana braziliensis
Coeriana braziliensis là một loài bướm đêm trong họ Noctuidae.